# Brzezinki (powiat jędrzejowski)
Brzezinki – wieś sołecka w Polsce, położona w województwie świętokrzyskim, w powiecie jędrzejowskim, w gminie Wodzisław.
W latach 1975–1998 miejscowość należała administracyjnie do województwa kieleckiego.

## Integralne części wsi
| SIMC    | Nazwa           | Rodzaj     |
| ------- | --------------- | ---------- |
| 0278847 | Lejbówka        | część wsi  |
| 0278853 | Nawarzyce Leśne | przysiółek |

## Zabytki
W przysiółku Nawarzyce Leśne znajduje się park dworski z początku XIX w., przebudowany w początkach XX w., wpisany do rejestru zabytków nieruchomych (nr rej.: A.165 z 18.06.1977).